# Stichaster striatus
Stichaster striatus is een zeester uit de familie Stichasteridae.
De wetenschappelijke naam van de soort werd in 1840 gepubliceerd door Johannes Peter Müller & Franz Hermann Troschel.